# Театральная улица (Выборг)
Театральная улица — улица в старой части Выборга, пролегающая от улицы Южный Вал до парка имени Ленина и пересекающая улицы Выборгскую, Сторожевой Башни и Крепостную.

## История
Застройка шведского Выборга, сформировавшаяся в XV веке, была хаотичной: вдоль извилистых средневековых улиц стояли бюргерские дома, главным образом деревянные. В 1640 году шведским инженером А. Торстенсоном с помощью землемера А. Стренга был составлен первый регулярный план Выборга, согласно которому город разделялся на кварталы правильной геометрической формы прямыми улицами, ширина которых, в основном, была равна 8,5 метров. На этом плане и появилась впервые улица, ныне называющаяся Театральной. Она относилась к территории Земляного города (или Вала, то есть жилых кварталов в Рогатой крепости, примыкавшей к Каменному городу). Но на практике формирование улицы растянулось на полтора века. Длительное время застройка Земляного города была представлена небольшими деревянными домиками, разделёнными многочисленными пустующими участками.
После взятия Выборга русскими войсками в 1710 году на территории Рогатой крепости стали появляться одноэтажные постройки военного ведомства, а после обширного городского пожара 1738 года, когда погорельцы были расселены по предместьям — Выборгскому и Петербургскому форштадтам — вся Рогатая крепость была передана в ведение военных, и гражданским лицам селиться в ней было запрещено. Главной магистралью Петербургского форштадта стала Большая улица — участок Петербургской дороги, на котором было выстроено несколько красивых больших деревянных зданий, принадлежавших русским купцам. В 1780-х годах Санкт-Петербургская дорога была спрямлена, расширена и благоустроена. Участок дороги от Петербургских ворот у одноимённого равелина Выборгской крепости до форштадта представлял собой бульвар с мощёными тротуарами. Тогда же была вымощена булыжником и площадь вокруг Красного колодца, через которую с этого времени проходила дорога в город.
После большого городского пожара 1793 года согласно генеральному плану, утверждённому в 1794 году императрицей Екатериной II, в Выборгской крепости была окончательно сформирована Петербургская улица, соединившая Петербургские ворота и бастион Вальпорт. Она прошла по краям главной городской площади и плац-парада, и её застройка мыслилась как часть проектировавшегося ансамбля общественных зданий в стиле русского классицизма, включавшего кордегардию у Петербургских ворот, лютеранскую церковь, здание городского общества, подковообразные в плане гостиный двор и присутственные места. Но в конце XVIII века после ликвидации наместнического правления при Павле I на земельных участках, предназначавшихся под строительство присутственных мест и домов губернатора и вице-губернатора, были выстроены центральные казармы — квартал из четырёх длинных одноэтажных корпусов.
Спроектированный Джакомо Кваренги гостиный двор не был достроен (было возведено только его восточное крыло, разобранное в 1913 году). Его место занял расширенный комплекс зданий, включавший Выборгскую ратушу, возведённую в 1795—1797 годах, а также городской театр и здание городского собрания («Societe») с гостиницей, рестораном и актовым залом, которые были построены в 1832—1843 годах по проекту А.Ф. Гранштедта. Здания для общественных собраний такого типа (Societetshus или Seurahuone) в XIX веке строились во многих шведских и финских городах для проведения официальных мероприятий, праздников, торжественных обедов и великосветских балов. Важное место в застройке улицы занял дом президента Выборгского гофгерихта, возведённый в 1847 году по проекту архитектора Э. Б. Лормана.

Первый регулярный план Выборга (1640-е годы)
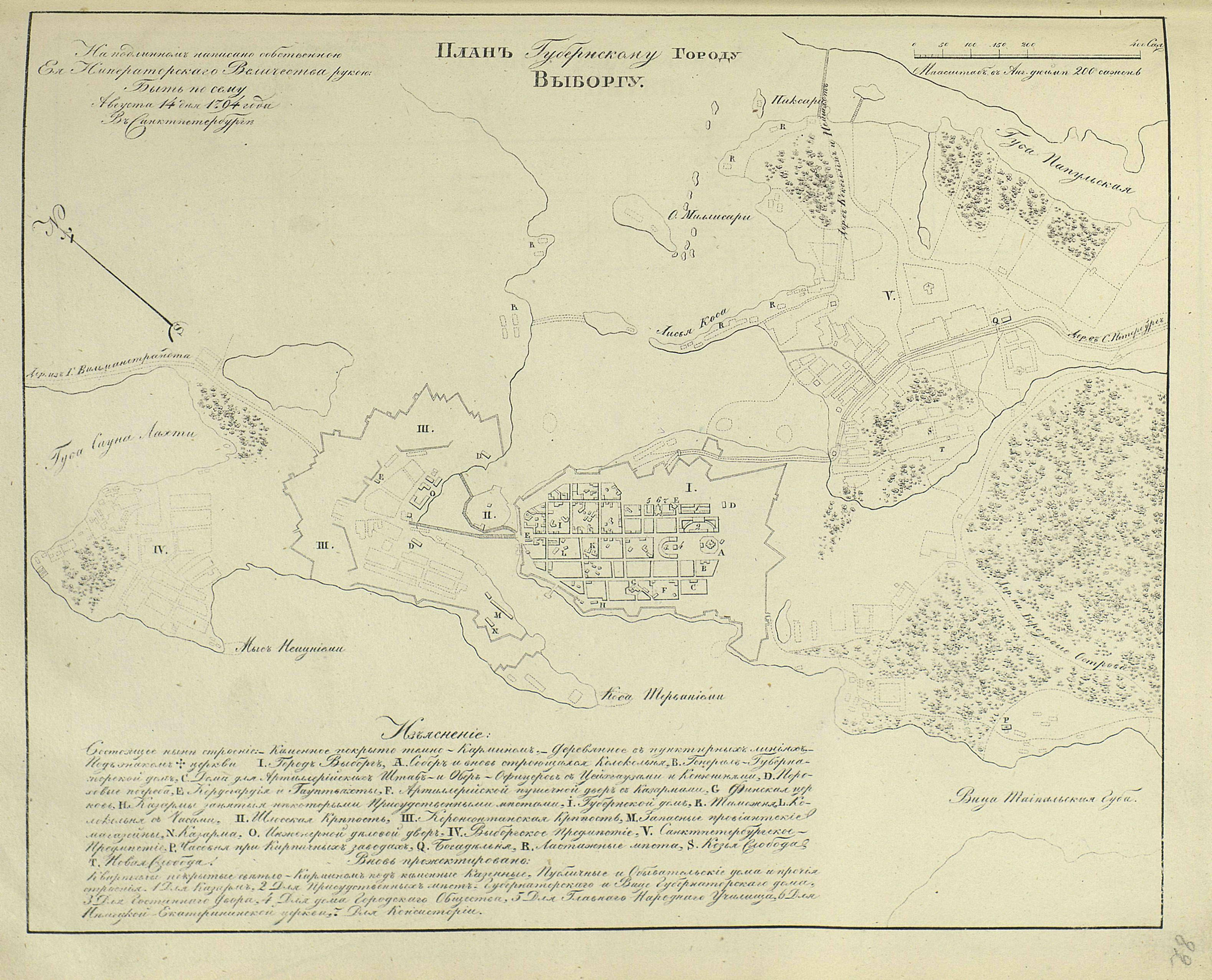
Генеральный план Выборга (1794 год)
План Выборга с предместьями 1802 года из «Атласа Финляндской губернии с уездами и городами и планами всем публичным строениям 1803 года». На плане обозначена Петербургская улица
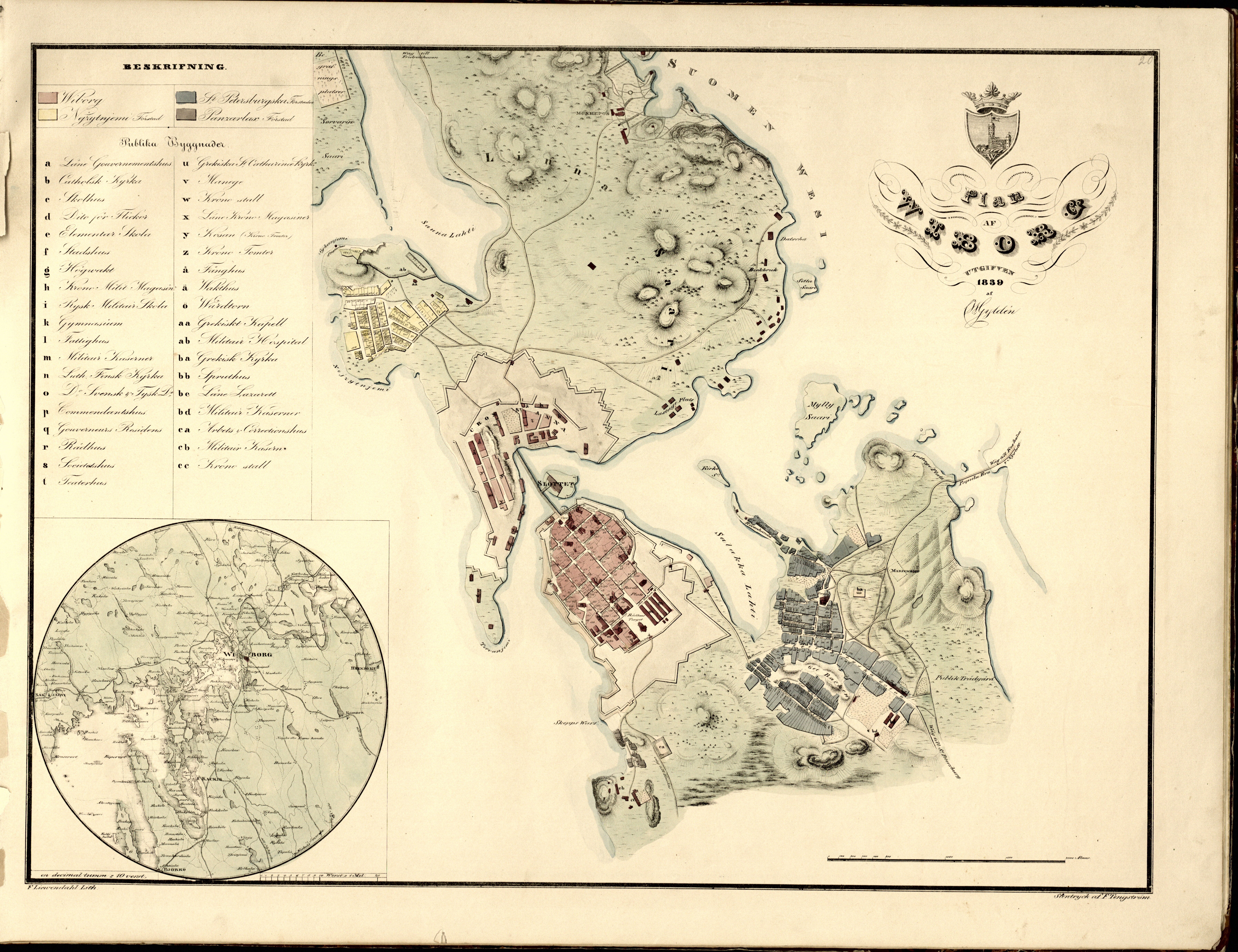
Шведоязычный план Выборга 1839 года. Магистраль, проходящая через центр города и Петербургский форштадт — St. Peterburgska gatan

В XIX веке на планах Выборга участки дороги в Санкт-Петербург с бульваром и застройкой Петербургского форштадта рассматриваются в качестве части Петербургской улицы. В 1812 году Финляндская губерния, переименованная в Выборгскую, была присоединена к Великому княжеству Финляндскому в составе Российской империи, в результате чего языком официального делопроизводства в губернии снова стал шведский. На шведских картах того времени улица именуется швед. St. Peterburgska gatan.
В 1861 году выборгским губернским землемером Б. О. Нюмальмом был разработан городской план, предусматривавший снос устаревших укреплений Рогатой крепости и формирование сети новых прямых улиц, разделивших территорию бывшего форштадта на участки правильной формы. Петербургские ворота с кордегардией были разобраны, предместье слилось с городом, и на месте бульвара образовался городской парк-эспланада, разделивший Петербургскую улицу на две части: за бывшим участком дороги в Петербург сохранилось название Санкт-Петербургской (Петербургской) улицы, а участок в пределах Старого города стал называться Казарменной улицей (швед. Kasern Gatan).
После введения в 1860-х годах в официальное делопроизводство Великого княжества финского языка получили распространение финноязычные карты Выборга, на которых улица именовалась фин. Kasarminkatu; с 1929 года, после провозглашения независимости Финляндии, улица ненадолго была переименована в честь шведского короля Карла Кнутссона (фин. Kaarle Knuutinpojankatu). В 1930-х годах в ходе перестройки сооружений бастиона Панцерлакс она была соединена с Гофгерихтской улицей.
После перехода Выборга в состав Карело-Финской ССР, образованной в СССР в результате Советско-финляндской войны (1939—1940), использовались таблички и вывески на двух языках, и фин. Kaarle Knuutinpojankatu по-русски стала именоваться улицей Карла сына Кнута, а затем получила название Театральной. Это название закрепилось за ней после Великой Отечественной войны, когда Выборг перешёл в состав Ленинградской области, несмотря на то, что в ходе советско-финских войн комплекс зданий городского театра и магистрата сгорел. Развалины театра и бывшей гостиницы разобраны в послевоенное время, участок остался незанятым, однако в 1957 году на месте бывшей кордегардии в конце улицы был открыт летний кинотеатр «Дружба», рассчитанный на 400 зрителей (деревянное здание было разобрано в конце XX века). А в перестроенном в 1962 году здании ратуши был открыт кинотеатр «Выборг» (затем «Выборг-Палас»), в котором с 1993 года стал ежегодно проводиться кинофестиваль «Окно в Европу». Напротив главного входа в кинотеатр в 1998 году открыта Аллея актёрской славы, начинающаяся от Театральной улицы.
С 2008 года, после разделения всей территории Выборга на микрорайоны, Театральная улица относится к Центральному микрорайону города. Все здания, расположенные на улице, внесены в реестр объектов культурного наследия в качестве памятников архитектуры.

## Изображения

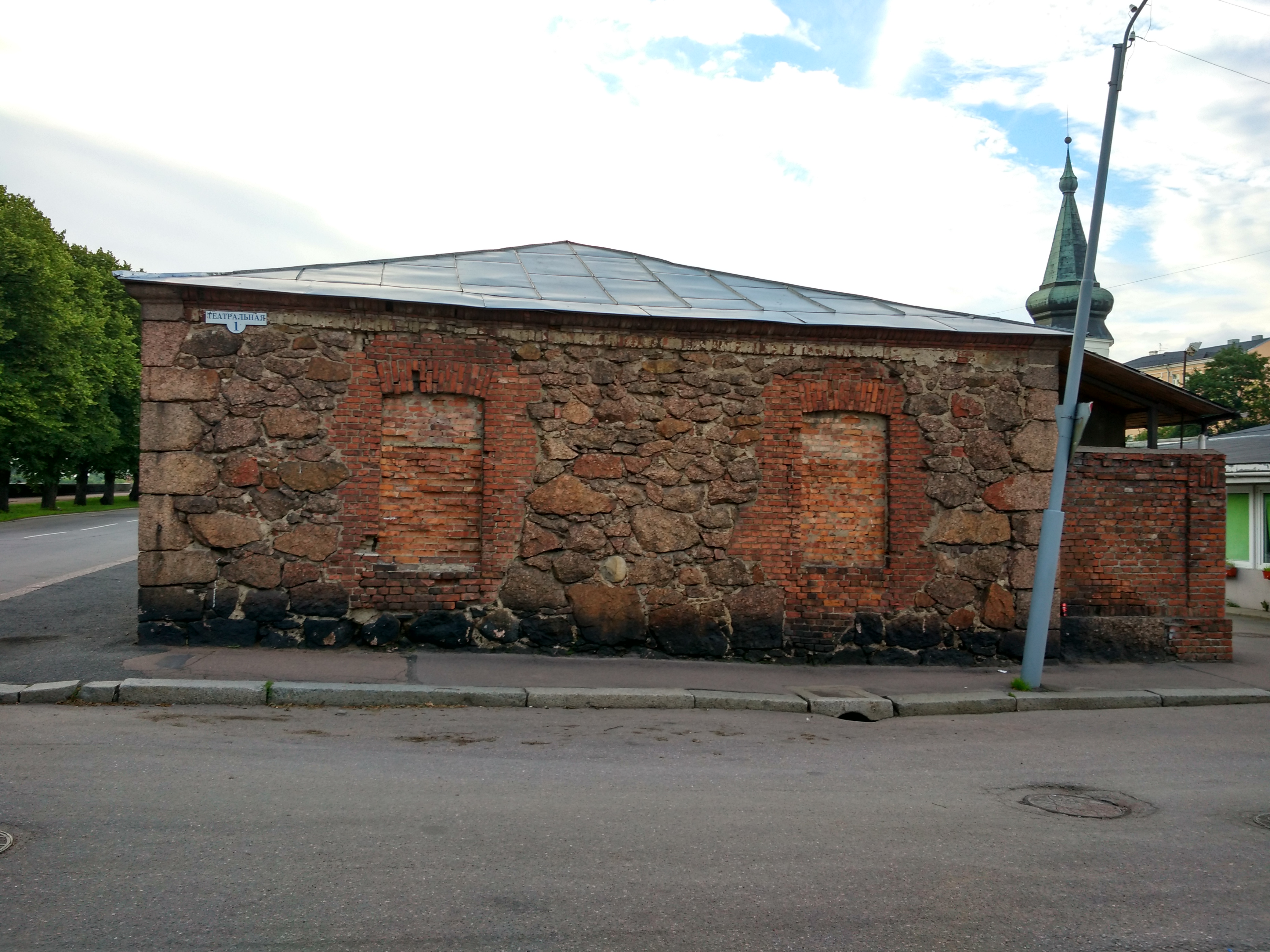
Здание артиллерийского склада (дом № 1)
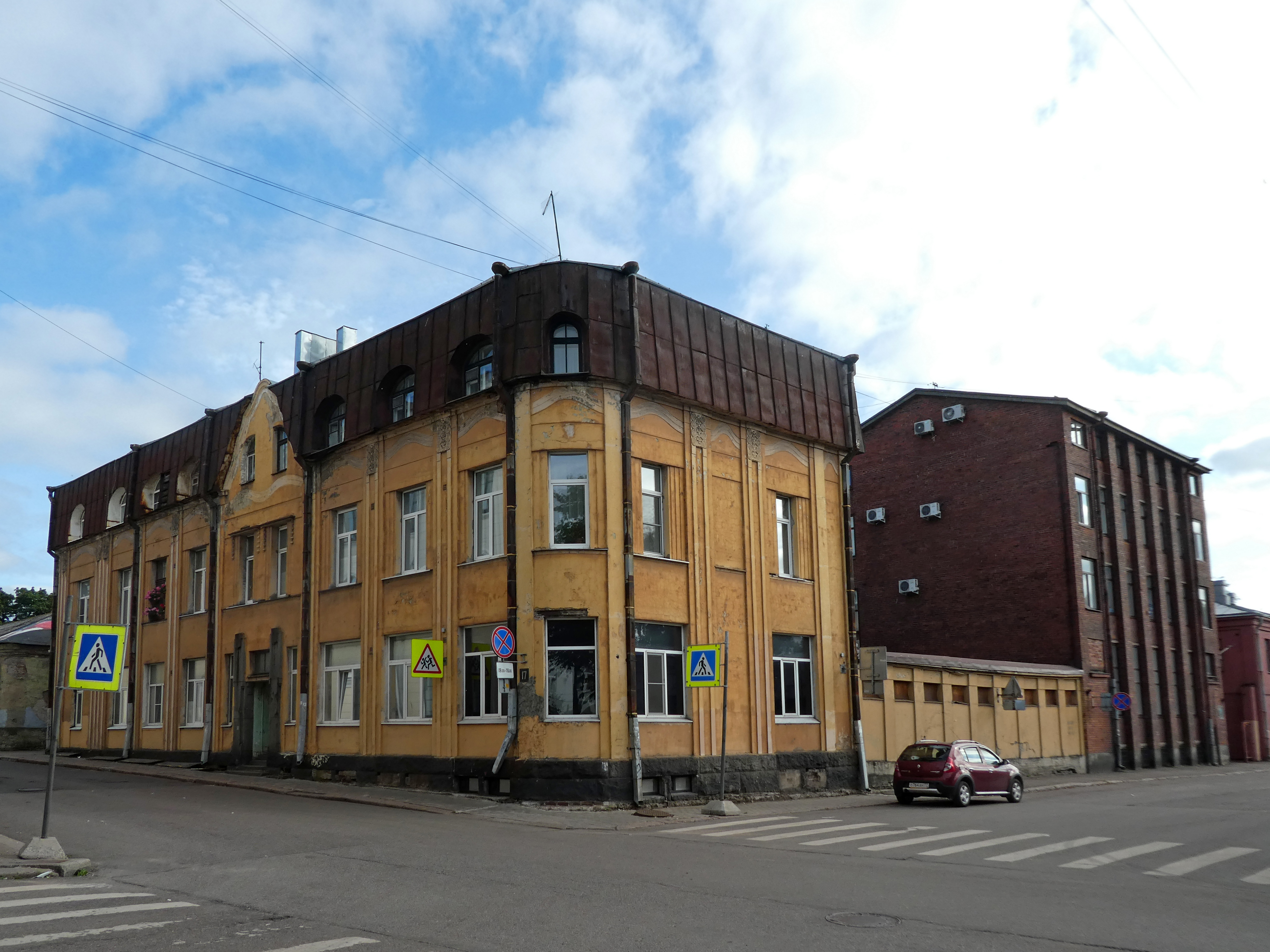
Перекрёсток с Выборгской улицей. Жилой дом и здание газовой службы (дом № 4)
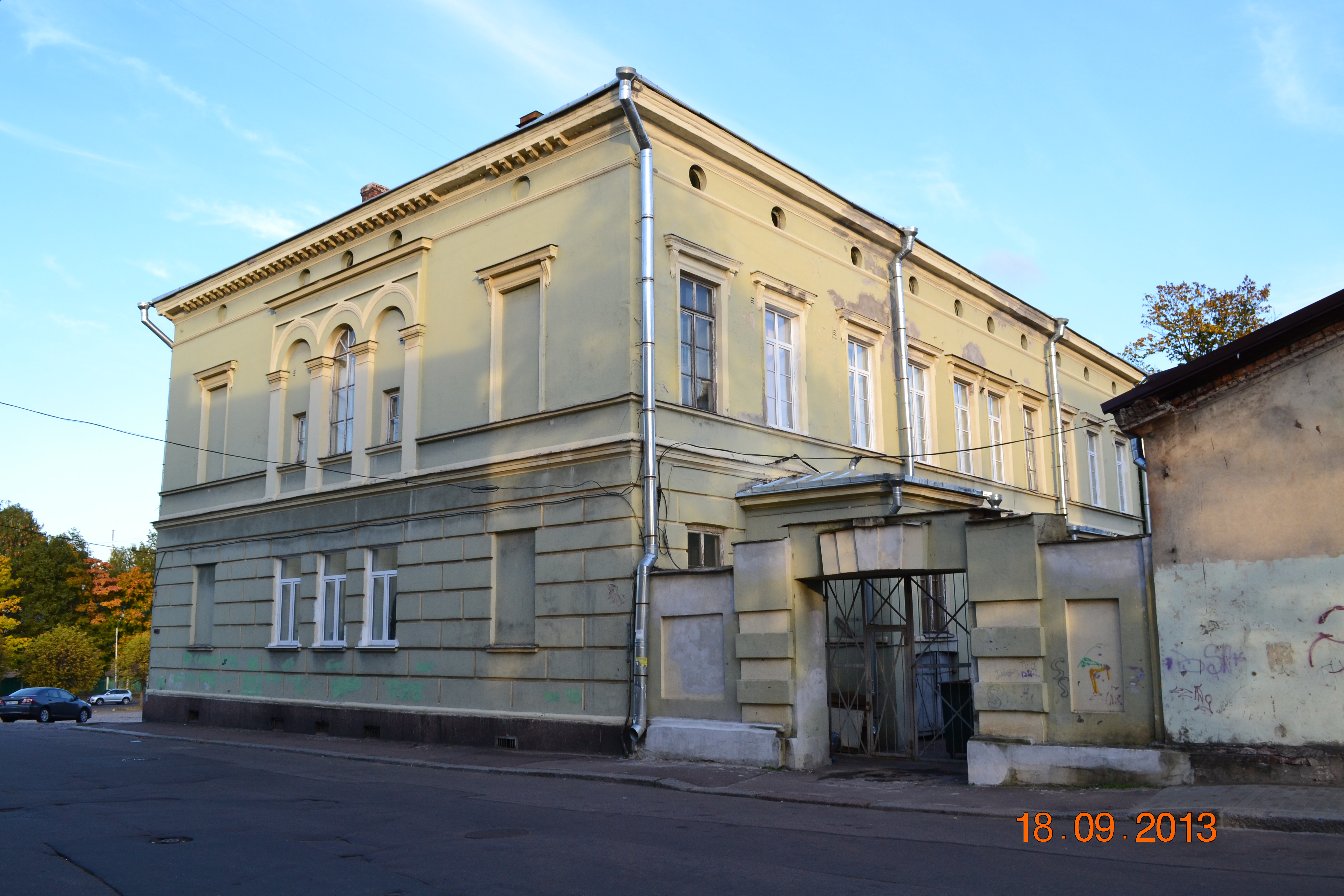
Дом президента Выборгского гофгерихта на углу с Соборной площадью
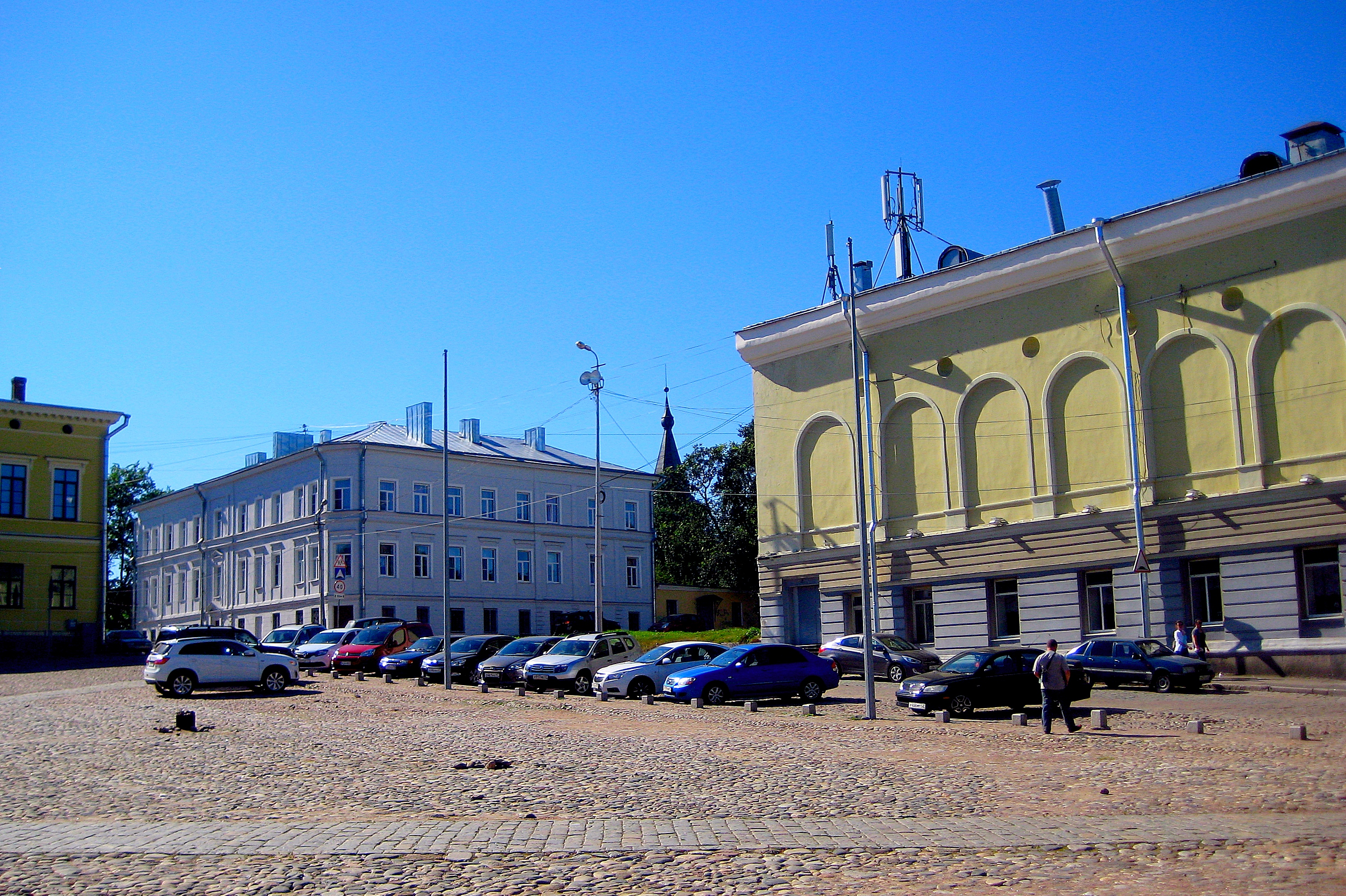
Соборная площадь. Бывший дом Александровой и кинотеатр «Выборг-палас»
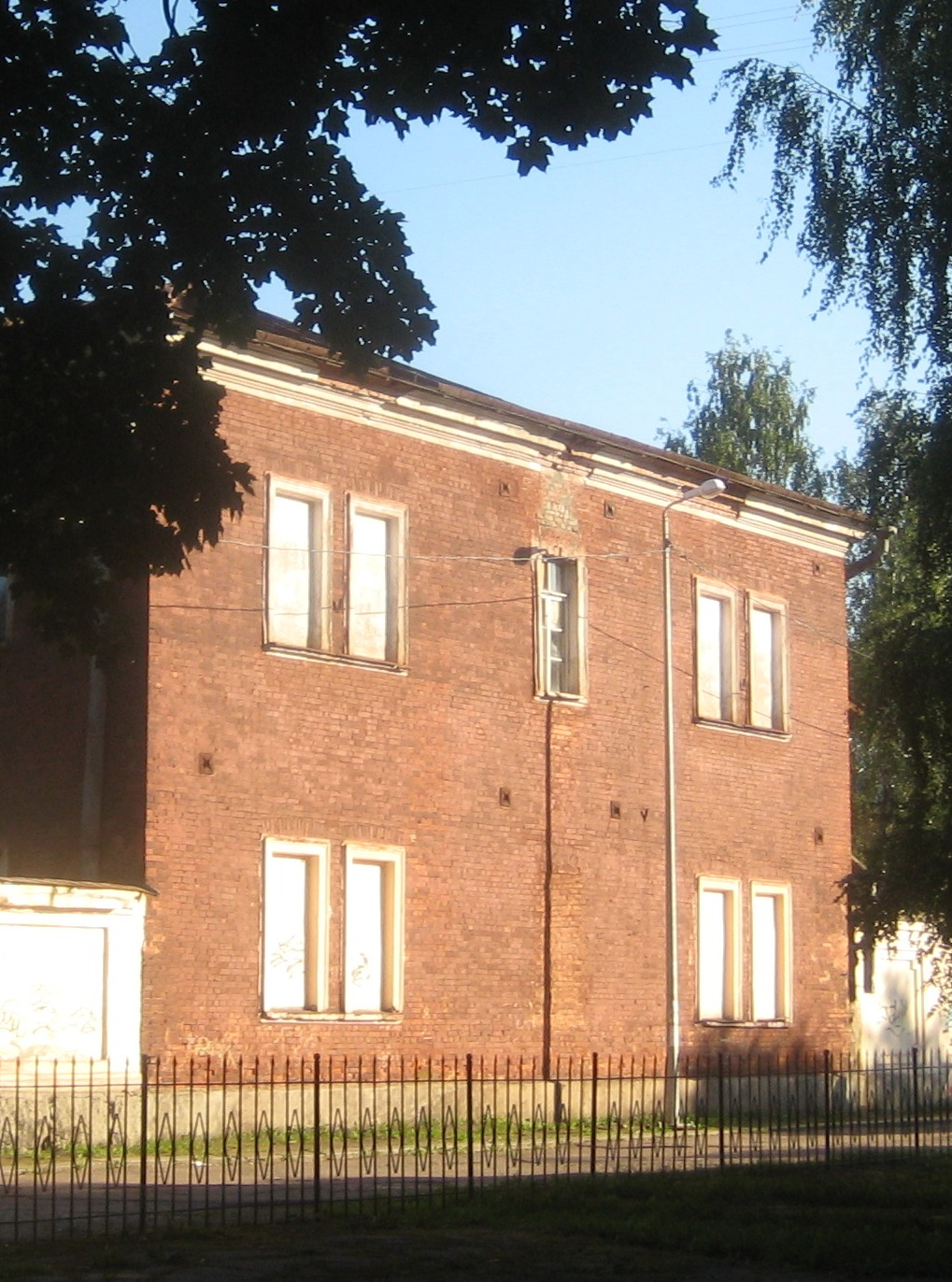
Корпус центральных казарм
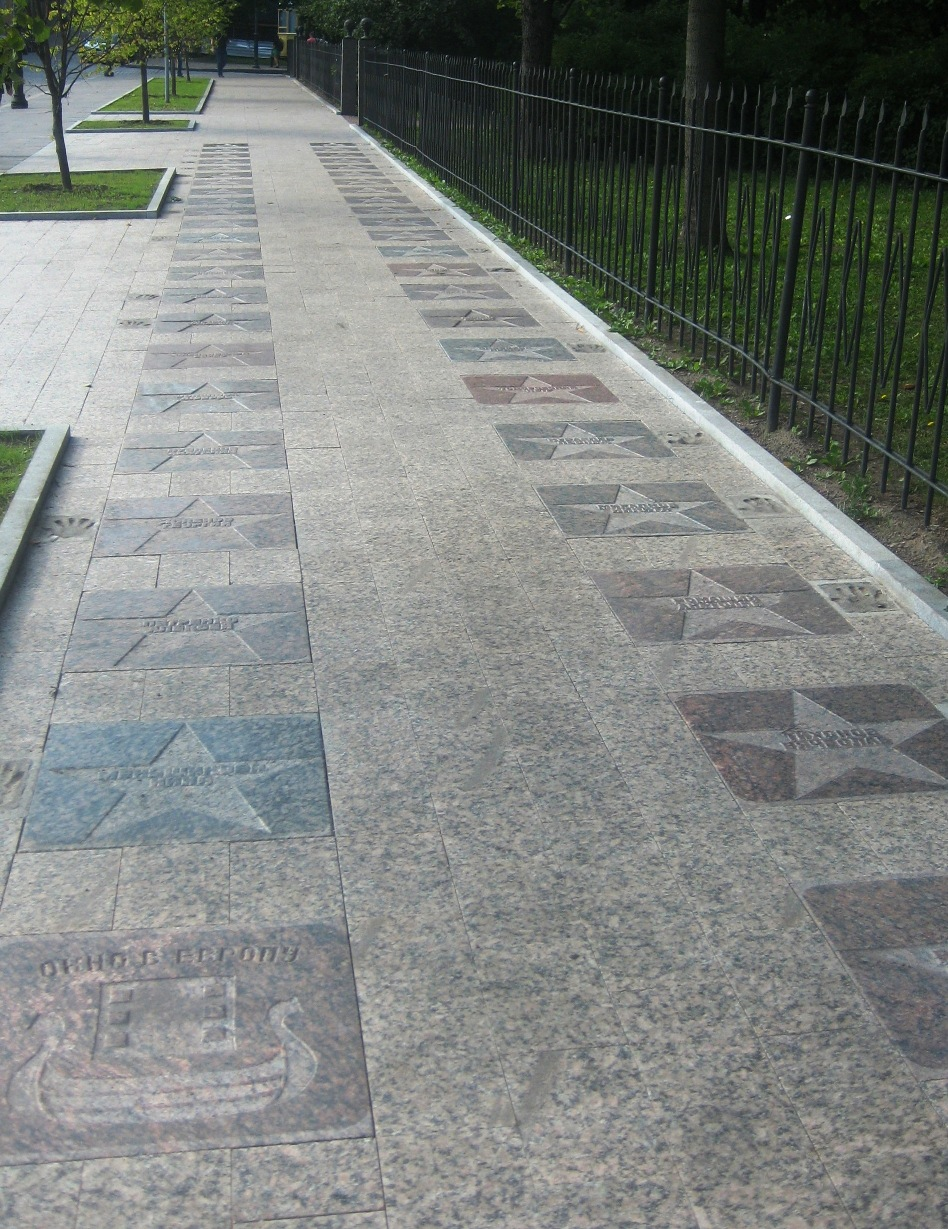
Аллея актёрской славы